# Större kungsfisk
Större kungsfisk (Sebastes norvegicus, tidigare även Sebastes marinus) är en fisk i familjen drakhuvudfiskar. Den kallas också uer eller rödfisk.

## Beskrivning
Den större kungsfisken är en klart rosafärgad fisk med mörkare rygg och ljusare buk. Även fenorna har ryggens röda färg. Den röda färgen utvecklas dock först vid 15–16 centimeters längd; innan dess är ungfiskarna silverfärgade. Arten kan ha mörka fläckar på sidorna. Kroppen är hög och ihoptryckt från sidorna. Huvudet har en bred mun och stora ögon. Gällocket har vanligen en svart fläck. Det har även fem taggar längs bak- och nederkanten; den nedersta av dessa är vänd nedåt, ett viktigt artkännetecken. Ryggfenan är mycket lång och uppdelad i två sektioner: en främre, längre del, med kraftiga taggstrålar, och en bakre, högre del med mjuka fenstrålar. Den större kungsfisken kan bli upp till 100 centimeter lång och kan väga upp till 15 kilogram; vanligen blir den dock inte mycket längre än 55 centimeter.

## Utbredning
Utbredningsområdet omfattar Nordatlanten från New Jersey till Kanada i norra Nordamerika, vidare över Grönland, Island, Svalbard till Skagerack, norra Nordsjön och sällsynt i Kattegatt. 

## Ekologi
Arten är en stimfisk som lever i havet, vanligen över stenbotten på 30 till 500 meters djup, men kan gå ner till 1 000 meters djup. De yngre fiskarna håller sig närmare kusten, på grundare vatten, än de äldre.
Födan för de vuxna fiskarna utgörs främst av fisk; ungfiskarna är först planktonätare, men övergår senare till att äta ryggradslösa bottendjur som bland annat kräftdjur.

### Fortplantning
Fisken leker under augusti till oktober. Den är levandefödare med inre befruktning, och hanen har ett särskilt parningsorgan. Honan lagrar sperman, och den egentliga befruktningen sker först under februari till mars nästa år. Hon föder under våren mellan 50 000 och 350 000 ungar med en längd av 6 till 8 millimeter, som är pelagiska tills de blir 3 till 4 centimeter långa.
Artens tillväxt är långsam. Den blir könsmogen vid 9 till 18 års ålder, och kan leva tills den blir 60 år. 30- till 50-åriga individer är vanliga.

## Kommersiell betydelse
Den större kungsfisken är en uppskattad matfisk som fiskas framför allt med djuphavstrål.

## Taxonomi
Det vetenskapliga artnamnet för den fisk som på svenska kallas större kungsfisk har varit omstritt; tidigare har den  kallats Sebastes marinus, men med detta namn avsåg egentligen auktorn, Carl von Linné, en helt annan art, som korrekt kallas skriftabborre (Serranus scriba). Både ITIS och Artdatabanken förordar namnet Sebastes norvegicus. Ändringen har slagit igenom även i andra svenskspråkiga källor: I Våra fiskar kallas den också Sebastes norvegicus; det senare namnet används även i Nationalencyklopedin och Fiskeriverkets författningssamling.